# Louis Pierre Gratiolet

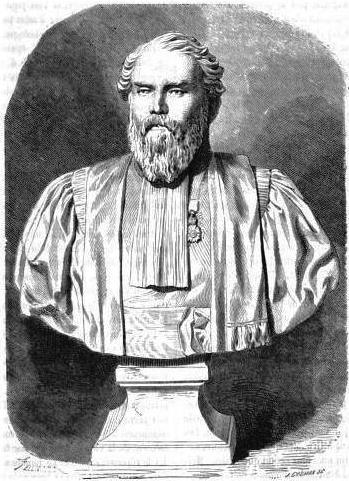
Louis Pierre Gratiolet.

Louis Pierre Gratiolet, född 6 juli 1815 i Sainte-Foy-la-Grande, departementet Gironde, död 16 februari 1865 i Paris, var en fransk anatom. 
Gratiolet var professor i jämförande anatomi vid Sorbonne och sysselsatte sig huvudsakligen med människo- och däggdjurshjärnans anatomi.